# Meiya Tirera
Meiya Tirera (Bamako, 15 aprile 1986) è una cestista maliana.

## Carriera
Con il Mali ha disputato i Giochi olimpici di Pechino 2008, due Campionati mondiali (2010, 2022) e sette edizioni dei Campionati africani (2005, 2009, 2011, 2013, 2015, 2017, 2019).